# 가미카와조이촌
가미카와조이촌(上川沿村)은 아키타현 기타아키타군에 설치되었던 촌이다.

## 역사
- 1889년 4월 1일 - 정촌제 시행에 의해 6촌의  구역으로 성립하였다.
- 1914년 7월 1일 - 아키타 철도가 오다테 역에서 오기타 역까지 개업해 이케우치 정류장이 설치되었다.
- 1934년 6월 1일 - 아키타 철도가 일본국유철도에 인수됨과 동시에 이케우치 정류장이 폐지되었다.

## 교통

### 철도
- 일본국유철도 하나와 선 (개업 당시에는 아키타 철도가 관할이였다.))
  - 이케우치 정류장(1914년에 설치되었고, 1934년 국철에 의한 인수와 동시에 폐지되었다)

### 도로
- 국도 제7호선
- 국도 제103호선